# Tirotex
Tirotex (russisch Тиротекс) ist ein transnistrischer Hersteller von Textilien und Kleidung. Es ist das nach eigenen Angaben größte Textilunternehmen in Transnistrien und in der südwestlichen GUS. Produkte des Unternehmens werden in 30 Länder exportiert, das Unternehmen hat über 1.000 Mitarbeiter.
Tirotex geht auf einen sowjetischen Betrieb zurück, der bereits 1973 gegründet wurde und, ebenfalls noch zur Zeit der Sowjetunion, 1986 unter anderem mit dem Orden des Roten Banners der Arbeit ausgezeichnet wurde. Seit 1992 gehört die gesamte Region zu Transnistrien. 1998 erhielt der gesamte Betrieb den Orden der Republik, die höchste transnistrische Auszeichnung. Die Waren des Unternehmens wurde im deutschsprachigen Raum unter anderem schon bei Aldi verkauft.
In einem Bericht des deutschen Unternehmens Karl Mayer Textilmaschinenfabrik wurde Tirotex als zweitgrößter reiner Textilienhersteller Europas bezeichnet.